# 精明一街
精明一街位於臺灣臺中市西區屬於老商街，重新規劃整修後以人文商圈特色於1990年代崛起，也成為重點步行街觀光商圈，有臺中版小信義區之稱。精明一街範圍在精誠路、大隆路、東興路、大墩十九街間，長約百公尺的街道，两旁开设了艺廊、精品服饰、各式的餐饮，設有精明一街管理委员会。

## 名店
- 春水堂
- TapaTapa西班牙餐廳
- 岩島燒
- 1893 Select （位於精明一街正前方）

## 外部連結
- 精明一街商圈的Facebook專頁
- 精明一街－臺中觀光旅遊網  （页面存档备份，存于）
- 精明一街－交通部觀光局 （页面存档备份，存于）